# Łyżwiarstwo figurowe na Letnich Igrzyskach Olimpijskich 1908 – pokaz specjalny mężczyzn
Pokaz specjalny mężczyzn był jedną z konkurencji łyżwiarskich na Letnich Igrzyskach Olimpijskich 1908 w Londynie odbyła się w dniu 29 października 1908. Uczestniczyło 3 łyżwiarzy z 2 krajów.

## Wyniki
| Pozycja | Łyżwiarz          | Państwo            | Łączny wynik | Lokaty |
| ------- | ----------------- | ------------------ | ------------ | ------ |
| 1       | Nikołaj Panin     | Imperium Rosyjskie | 43.8         | 5      |
| 2       | Arthur Cumming    | Wielka Brytania    | 32.8         | 10     |
| 3       | Geoffrey Hall-Say | Wielka Brytania    | 20.8         | 15     |

Arbiter
- Herbert G. Fowler

Sędziowie:
- Henning Grenander
- Edvard Hörle
- Gustav Hügel
- Hermann Wendt
- Georg Sanders